# Кларк, Эрнест (губернатор)
Эрнест Кларк (англ. Ernest Clark; 13 апреля 1864, Пламстед, Кент, Англия — 26 августа 1951, Ситон, Девон, Англия) — британский политический деятель и администратор, 15-й губернатор Тасмании (1933—1945).

## Биография
Эрнест Кларк родился 13 апреля 1864 года в Пламстеде (графство Кент, Англия) в семье Сэмюэла Генри Кларка (Samuel Henry Clark) и Энн Кларк, урождённой Ливер (Ann Clark, née Leaver). Он обучался в Кингс-колледже в Лондоне и, окончив его, с 1881 года начал работать на гражданской службе. С 1883 года работал помощником налогового инспектора, а с 1894 года — в Министерстве финансов.
В 1899 году Кларк женился на Мэри Уинкфилд (Mary Winkfield). Она умерла в 1944 году, детей у них не было.
В 1904—1905 годах Эрнест Кларк помогал правительству Капской колонии в планировании налоговой деятельности. В 1910—1911 годах он занимался аналогичными вопросами по поручению правительства Южно-Африканского Союза.
Во время Первой мировой войны Кларк служил офицером связи между Военным министерством, Министерством военного снабжения (Ministry of Munitions) и Министерством финансов Великобритании. В 1918 году он стал командором Ордена Британской империи (CBE).
После этого Эрнест Кларк занимал различные посты при правительствах Ирландии (1919—1920) и Северной Ирландии (1921—1925). В 1924 году он стал рыцарем-командором Ордена Бани (KCB).
В 1928—1929 годах Кларк посетил Австралию в составе британской экономической миссии. Он был одним из авторов доклада комиссии об экономике Австралии. Работа Кларка произвела положительное впечатление на тогдашнего премьера Тасмании Джозефа Лайонса, который в 1932 году стал премьер-министром Австралии.
В августе 1933 года Кларк был назначен губернатором Тасмании, и он работал в этой должности 12 лет, до августа 1945 года. В 1938 году он стал рыцарем-командором (KCMG), а в 1943 году — рыцарем Великого Креста (GCMG) Ордена Святых Михаила и Георгия.
После этого он вернулся в Англию и поселился в Ситоне (графство Девон). В 1947 году он женился на Харриет Джесси Констанс Макленнан (Harriet Jessie Constance McLennan).
Эрнест Кларк скончался в Ситоне 26 августа 1951 года в возрасте 87 лет. Его прах был послан в Тасманию и захоронен в Хобарте на кладбище Cornelian Bay.